# Emahoy Tsegué-Maryam Guèbrou
Emahoy Tsegué-Maryam Guèbrou (Ethiopisch schrift: ፅጌ ማርያም ገብሩ), geboren als Yewubdar Gebru (Addis Abeba, 12 december 1923 – Jeruzalem, 27 maart 2023) was een Ethiopisch zuster. Ze is vooral bekend als componist en pianist.

## Levensloop
Guèbrou werd in Addis Abeba als Yewubdar Gebru geboren. Ze groeide op in een welvarende familie en werd op zesjarige leeftijd naar een kostschool in Zwitserland gestuurd, waar ze viool leerde spelen. In 1933 keerde ze terug naar Ethiopië. Tijdens de Tweede Italiaans-Ethiopische Oorlog werden Guèbrou en haar familie als krijgsgevangenen door de Italianen naar het gevangenkamp op het Italiaanse eiland Asinara gestuurd en later naar Mercogliano, nabij Napels. 
In Italië leerde ze de Poolse Alexander Kontorowicz kennen, van wie ze vervolgens in Caïro muziekles kreeg. Later verhuisde ze weer naar Ethiopië. Ze vluchtte op 19-jarige leeftijd naar een klooster in de provincie Wollo, waar ze haar kloosternaam, Emahoy Tsegué-Maryam Guèbrou, kreeg. Maar het harde kloosterleven was totaal ongeschikt voor haar. Uiteindelijk ging ze ermee akkoord om les te gaan geven in een weeshuis. Hier had ze de mogelijkheid om piano te spelen en muziek te maken. Ook hervatte ze het componeren. Ze schreef werken waarbij ze de klassieke muziek die ze in haar jeugd had leren spelen vermengde met de pentatonische gezangen die ze in de kerk zong en met jazz-elementen. In de jaren zestig woonde ze in de provincie Gondar en studeerde de religieuze muziek van Sint Yared, een zesde-eeuwse muzikant die wordt beschouwd als de uitvinder van de heilige muziektraditie van de Ethiopisch-orthodoxe kerk. In 1967 bracht ze haar eerste plaat uit, waarvan de opbrengst (evenals die van haar daaropvolgende releases) naar een goed doel ging. 
Na de dood van haar moeder in 1984 verhuisde ze naar het Ethiopische klooster in Jeruzalem vanwege het conflict tussen haar religieuze overtuigingen en het marxistische regime van Mengistu Haile Mariam, die het Ethiopische staatshoofd was geworden. Ter gelegenheid van haar 90ste verjaardag werden in 2013 drie concerten gehouden in Jeruzalem en werd een compilatie van haar muziekpartituren uitgebracht. Na bijna veertig jaar verblijf in het klooster overleed ze er op 27 maart 2023.

## Werk
Het grootste deel van haar werk is in 2006 verzameld op de cd Éthiopiques volume 21. Ze was 83 jaar toen deze compilatie werd uitgebracht. 

### Albums[7]
- Spielt eigene Kompositionen (1967)
- The Hymn of Jerusalem, The Jordan River Song (1970)
- Church of Kidane Mehret / Yet My King Is from Old (1972)
- The Visionary: Piano Solo (2012)
- Emahoy Tsegué-Mariam Guèbru (2016)

### Compilaties
- Éthiopiques, vol. 21: Emahoy (Piano Solo) (2006)

- Bibsys: 1669188157497
- Bibliothèque nationale de France: cb15047433f (data)
- Gemeinsame Normdatei: 1104947765
- International Standard Name Identifier: 0000 0000 7845 6498
- Library of Congress Control Number: n2010029549
- Nationale Bibliotheek van Letland: 000337360
- MusicBrainz: 98fd0571-0ddb-4ee8-9e1b-19a9a7294554
- Nationale Bibliotheek van Israël: 987007509803305171
- Système universitaire de documentation: 117809993
- Virtual International Authority File: 17508507
- WorldCat: E39PBJtRM4WdyyYHYgqQtQ3G73